# Jesse Tyler Ferguson
Jesse Tyler Ferguson (* 22. října 1975 Missoula, Montana) je americký herec a zpěvák.

## Životopis
Narodil se v Missoule v Montaně a když vyrůstal, přestěhoval se do Albuquerque v Novém Mexiku. Ve svých osmi letech se rozhodl stát se hercem a přidal se do dětského divadla v Albuquerque, kde byl členem po šest let. Na střední škole hrál Alberta Petersona ve hře Bye Bye Birdie a generála Bullmoose v Li'l Abner. Na střední škole se také přidal do řečnického a debatního kroužku a pracoval jako tanečník a zpěvák v Cliff's Amusement Park.
V roce 1994 absolvoval St. Pius X High School a navštěvoval The American Musical and Dramatic Academy (AMDA) v New Yorku. Pracoval převážně v broadwayských a mimo broadwayských muzikálech, včetně hry The 25th Annual Putnam County Spelling Bee, která vyhrála cenu Emmy a kde hrál Leafa Coneybeara.
V létě roku 2007 si zahrál v představení Sen noci svatojánské. V roce 2008 si zahrál vedlejší roli v thrilleru Smrt on-line. Měl jednu z hlavních rolí v sitcomu Taková moderní rodinka a stejně jako jeho postava v seriálu, tak i Ferguson je homosexuál. Dvakrát za sebou byl nominován na cenu Emmy v kategorii nejlepší herec ve vedlejší roli v komedii za svou roli v Takové moderní rodince.

## Filmografie

### Film
| Rok  | Název                       | Role                | Poznámky         |
| ---- | --------------------------- | ------------------- | ---------------- |
| 2001 | Ordinary Sinner             | Ogden               |                  |
| 2002 | Mercury in Retrograde       | Duane               | krátký film      |
| 2006 | Griffin a Phoenixová        | student             |                  |
| 2008 | Smrt on-line                | Arthur James Elmer  |                  |
| 2009 | Wonderful World             | Cyril               |                  |
| 2012 | The Procession              |                     | krátký film      |
| 2012 | 8                           | Dr. Ilan Meyer      | divadelní záznam |
| 2012 | Red                         |                     | krátký film      |
| 2016 | Doba ledová: Mamutí drcnutí | Shangri-Lama (Hlas) |                  |

### Televize
| Rok        | Název                              | Role               | Poznámky                                                                            |
| ---------- | ---------------------------------- | ------------------ | ----------------------------------------------------------------------------------- |
| 2000       | Sally Hemingsová: Americký skandál | mladý Tom Hemings  | televizní film                                                                      |
| 2006–2007  | Spolužáci                          | Richie Velch       | 19 dílů                                                                             |
| 2008       | Do Not Disturb                     | Larry              | 5 dílů                                                                              |
| 2009       | The Battery's Down                 | Shamus McKelvy     | díl: „The Party's Over“                                                             |
| 2009–2020  | Taková moderní rodinka             | Mitchell Pritchett | hlavní role,                                                                        |
| 2007, 2010 | Ošklivá Betty                      | Dr. Gabe Farkus    | 2 díly                                                                              |
| 2011–2013  | So You Think You Can Dance         | sám sebe/porotce   | 7 dílů                                                                              |
| 2012       | Submissions Only                   | Jared Halstead     | díl: „Another Interruption“                                                         |
| 2012       | RuPaul's Drag Race                 | sám sebe           | díl: „Dads I'd Like to Frock“                                                       |
| 2013–2014  | Terapie online                     | Steve Olson        | 5 dílů                                                                              |
| 2013       | Nouzové přistání                   | Wes                | díl: „Love Is All Around“                                                           |
| 2013       | Heidi Klum: Svět modelingu         | sám sebe           | díl: „Tie the Knot“                                                                 |
| 2015       | Comedy Bang! Bang!                 | sám sebe           | díl: „Jesse Tyler Ferguson Wears a Brown Checked Shirt and Stripey Socks“           |
| 2015       | V divočině s Bearem Gryllsem       | sám sebe           | díl: „Jesse Tyler Ferguson“                                                         |
| 2017       | Nightcap                           | sám sebe           | díl: „Always a Beard, Never a Bride“                                                |
| 2017       | Drop the Mic                       | sám sebe           | díl: „David Arquette vs. Brian Tyree Henry / Jesse Tyler Ferguson vs. Chrissy Metz“ |

### Divadlo
| Rok       | Název                                                | Role                           | Poznámky                                                |
| --------- | ---------------------------------------------------- | ------------------------------ | ------------------------------------------------------- |
| 1998–1999 | On the Town                                          | Chip                           | Broadwayský revival 19. listopadu 1998 – 17. ledna 1999 |
|           | The Most Fabulous Story Ever Told                    |                                | mimo Broadway                                           |
|           | Little Fish                                          | Marco                          | mimo Broadway                                           |
|           | Where Do We Live                                     |                                |                                                         |
|           | Newyorkers                                           |                                |                                                         |
|           | Vlasy                                                | Margaret Mead                  |                                                         |
|           | SantaLand Diaries                                    |                                |                                                         |
|           | Sen noci svatojánské                                 | František Píšťala              | Public Theater (Shakespeare in the Park)                |
|           | The Complete Works of William Shakespeare (Abridged) |                                |                                                         |
| 2005      | On the Twentieth Century                             | Max Jacobs                     | speciální koncert 26. září 2005                         |
| 2005–2008 | The 25th Annual Putnam County Spelling Bee           | Leaf Coneybear                 | Broadway 2. května 2005 – 23. června 2006               |
| 2010      | Zimní pohádka                                        | pastýřův syn                   | Public Theater (Shakespeare in the Park)                |
| 2010      | Kupec benátský                                       | Lancelot Gobbo                 | Public Theater (Shakespeare in the Park)                |
| 2012      | Producenti                                           | Leo Bloom                      | Hollywood Bowl 27.-29. července 2012                    |
| 2013      | Komedie omylů                                        | Dromio Syrakuský/Dromio Efeský | Public Theater (Shakespeare in the Park)                |
| 2015      | Spamalot                                             | Sir Robin                      | Hollywood Bowl 31. července—2. srpna 2015               |
| 2016      | Fully Committed                                      | Sam a další                    | Broadway 25. dubna—24. července 2016                    |

### Hudební videa
| Rok  | Název                   | Umělec       |
| ---- | ----------------------- | ------------ |
| 2012 | „Glamanzon“             | RuPaul       |
| 2019 | „You Need to Calm Down“ | Taylor Swift |

## Ocenění a nominace
| Rok  | Ocenění                                     | Kategorie                                                     | Práce                                      | Výsledek  |
| ---- | ------------------------------------------- | ------------------------------------------------------------- | ------------------------------------------ | --------- |
| 2005 | Drama Desk Award                            | nejlepší obsazení                                             | The 25th Annual Putnam County Spelling Bee | vítězství |
| 2009 | Screen Actors Guild Awards                  | nejlepší seriálové obsazení: komedie                          | Taková moderní rodinka                     | nominace  |
| 2010 | Screen Actors Guild Awards                  | nejlepší seriálové obsazení: komedie                          | Taková moderní rodinka                     | vítězství |
| 2010 | Gold Derby Awards                           | nejlepší seriálové obsazen                                    | Taková moderní rodinka                     | vítězství |
| 2010 | Online Film & Television Association Awards | nejlepší seriálový herec ve vedlejší roli: komedie            | Taková moderní rodinka                     | nominace  |
| 2010 | Cena Emmy                                   | nejlepší seriálový herec ve vedlejší roli: komedie            | Taková moderní rodinka                     | nominace  |
| 2011 | Screen Actors Guild Awards                  | nejlepší seriálové obsazení: komedie                          | Taková moderní rodinka                     | vítězství |
| 2011 | Online Film & Television Association Awards | nejlepší seriálový herec ve vedlejší roli: komedie            | Taková moderní rodinka                     | nominace  |
| 2011 | Cena Emmy                                   | nejlepší seriálový herec ve vedlejší roli: komedie            | Taková moderní rodinka                     | nominace  |
| 2012 | Screen Actors Guild Awards                  | nejlepší seriálové obsazení: komedie                          | Taková moderní rodinka                     | vítězství |
| 2012 | Cena Emmy                                   | nejlepší seriálový herec ve vedlejší roli: komedie            | Taková moderní rodinka                     | nominace  |
| 2012 | TV Guide Awards                             | nejoblíbenější seriálový pár (sdíleno s Ericem Stonestreetem) | Taková moderní rodinka                     | nominace  |
| 2012 | People's Choice Awards                      | Favorite TV Comedy Actor                                      | Taková moderní rodinka                     | nominace  |
| 2013 | Screen Actors Guild Awards                  | nejlepší seriálové obsazení: komedie                          | Taková moderní rodinka                     | vítězství |
| 2013 | Cena Emmy                                   | nejlepší seriálový herec ve vedlejší roli: komedie            | Taková moderní rodinka                     | nominace  |
| 2013 | Online Film & Television Association Awards | nejlepší seriálový herec ve vedlejší roli: komedie            | Taková moderní rodinka                     | nominace  |
| 2013 | Dorian Award                                | nejlepší seriálový herecký výkon: muž                         | Taková moderní rodinka                     | nominace  |
| 2013 | People's Choice Awards                      | nejoblíbenější seriálový herec: komedie                       | Taková moderní rodinka                     | nominace  |
| 2014 | Screen Actors Guild Awards                  | nejlepší seriálové obsazení: komedie                          | Taková moderní rodinka                     | nominace  |
| 2014 | People's Choice Awards                      | nejoblíbenější seriálový herec: komedie                       | Taková moderní rodinka                     | nominace  |
| 2014 | Online Film & Television Association Awards | nejlepší seriálový herec ve vedlejší roli: komedie            | Taková moderní rodinka                     | nominace  |
| 2014 | Gold Derby Awards                           | nejlepší seriálový herecký výkon: muž                         | Taková moderní rodinka                     | nominace  |
| 2014 | Cena Emmy                                   | nejlepší seriálový herec ve vedlejší roli: komedie            | Taková moderní rodinka                     | nominace  |
| 2015 | Screen Actors Guild Awards                  | nejlepší seriálové obsazení: komedie                          | Taková moderní rodinka                     | nominace  |
| 2015 | Online Film & Television Association Awards | nejlepší seriálový herec ve vedlejší roli: komedie            | Taková moderní rodinka                     | nominace  |
| 2016 | Drama Desk Award                            | nejlepší herec                                                | Fully Committed                            | vítězství |
| 2016 | Screen Actors Guild Awards                  | nejlepší seriálové obsazení: komedie                          | Taková moderní rodinka                     | nominace  |
| 2016 | People's Choice Awards                      | nejoblíbenější seriálový herec: komedie                       | Taková moderní rodinka                     | nominace  |
| 2017 | Screen Actors Guild Awards                  | nejlepší seriálové obsazení: komedie                          | Taková moderní rodinka                     | nominace  |